# Cinéma latino-américain

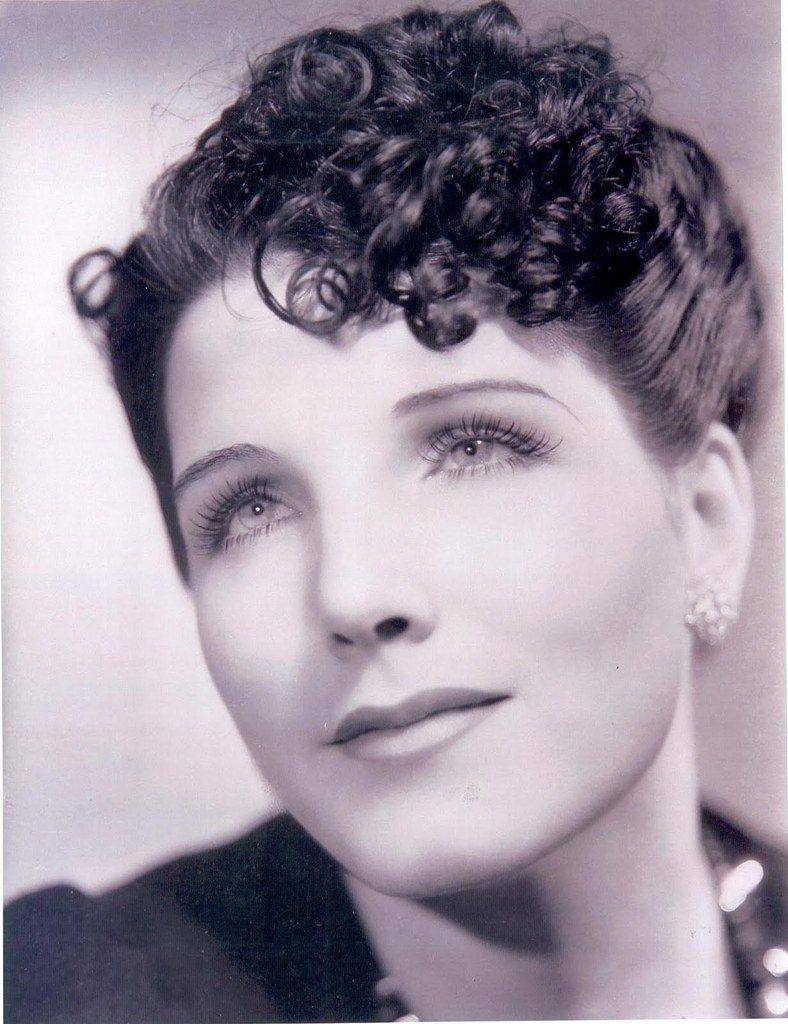
Portrait de Libertad Lamarque, l'une des actrices les plus populaires de l'âge d'or du cinéma argentin et mexicain.

Le cinéma latino-américain est le nom donné à toutes les productions cinématographiques réalisées par des artistes, des producteurs et des techniciens latino-américains, c'est-à-dire des artistes du continent américain principalement de langue espagnole, mais également en langue portugaise (Brésil) ainsi que française et créole (Haïti, Guyane, Guadeloupe, Martinique…).
Le cinéma est arrivé en Amérique latine en 1896, après la première projection des frères Lumière en 1895 à Paris. À partir de ce moment, les équipements de tournage, de projection et professionnels sont arrivés, favorisant le début du développement des productions dans cette région. Il est né avec un processus d'expansion de l'industrie et de la technologie, et avec le principal soutien du pouvoir économique et politique, il a commencé à s'installer dans la plupart des pays du monde.
Peu à peu, une puissante industrie culturelle et communicationnelle s'est développée, qui a servi à nourrir l'activité cinématographique et à transnationaliser les modèles de production et d'utilisation qui ont été rapidement appliqués à l'Amérique latine.

## Histoire

### Le cinéma muet en Amérique latine
Avec son invention de la caméra cinématographique en 1895, Lumière parcourt le continent européen et, six mois plus tard, part à la conquête de l'Amérique latine. Les origines du cinéma latino-américain sont généralement associées à Salvador Toscano Barragán. En 1898, Toscano a réalisé le deuxième film mexicain avec une intrigue, intitulé Don Juan Tenorio. Pendant la révolution mexicaine, Toscano a enregistré plusieurs séquences des batailles, qui deviendront un long métrage documentaire en 1950, assemblé par sa fille. D'autres courts métrages ont été créés ou influencés par des cinéastes français.
Au cours de l'année 1897, plusieurs pays du continent ont vu naître leurs premiers films, et d'autres les ont vus avant la fin du siècle. La plupart des premiers films latino-américains ont disparu et très peu ont été conservés. La plupart des films retrouvés datent de la période du muet, qui a duré jusqu'au début des années 1930 environ.
On estime qu'environ 8,5 % des films muets chiliens ont survécu (en ne considérant que les fictions), 10 % des films muets brésiliens et 5 % des films muets argentins.

### Avènement du cinéma sonore

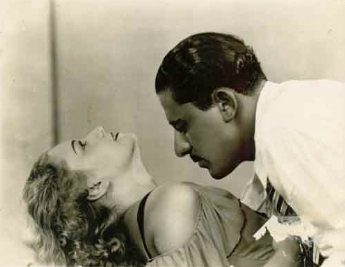
et Durval Bellini dans le film brésilien Ganga Bruta.

L'apparition des films sonores (vers 1933) est un événement majeur pour le cinéma et a des conséquences notables dans la production latino-américaine, car l'infrastructure technique était assez complexe et sophistiquée et les prix n'étaient pas très abordables pour de nombreuses villes latino-américaines. Cela entraîne la quasi-disparition des salles de cinéma des petites villes, qui se concentrent alors exclusivement dans les capitales. « Beaucoup de petits pays étaient frustrés dans leurs chances d'avoir un jour une industrie cinématographique. L'échec du cinéma hispanique et l'établissement des sous-titres comme forme de traduction la plus viable et la mieux acceptée créent un terrain fertile pour les principales industries du continent : L'Argentine, le Brésil et le Mexique développent d'importantes industries cinématographiques qui, à un niveau plus modeste, tentent d'adapter les systèmes hollywoodiens à la réalité latino-américaine, en lançant leurs propres genres et leurs propres vedettes ».
Aujourd'hui, il existe des festivals et des organisations spécialement destinés à la promotion du cinéma latino-américain, tels que le Festival du film latino-américain de Toulouse (es), le Festival international du nouveau cinéma latino-américain de La Havane ou la Fondation du nouveau cinéma latino-américain (es).

### Révolution cubaine
L'Institut cubain des arts et de l'industrie cinématographiques (ICAIC) a été la première institution culturelle de la révolution cubaine. Omar González Jiménez, président de l'ICAIC en 2007, a déclaré dans une interview que la création de l'institut est partie d'une « prémisse essentielle d'une discussion sur la question de savoir si le cinéma était une industrie ou un art et dans la création de cette institution il a été écrit que le cinéma est un art et est donc institué pour être distribué comme une forme de critique, de prise de conscience, d'expérimentation et qui montre l'histoire avec une autre lecture ; avec le rôle que le cinéma a rempli dans divers mouvements du tiers monde, qui est de révéler la vérité des choses beaucoup plus que d'interpréter l'histoire universelle comme Hollywood ». « L'institut était chargé de conserver et de faire connaître les archives des pays qui vivaient sous des dictatures à l'époque. Il collabore avec plusieurs cinéastes exilés, ou des cinéastes européens de gauche, qui cherchent à alerter le monde sur ce qui se passe en Amérique latine. Plusieurs documentaires ont été coproduits par l'ICAIC, qui a joué un rôle important non seulement dans le cinéma cubain, mais aussi dans le monde entier.
L'ICAIC a permis aux cinéastes exilés de leur pays de continuer à produire des contenus axés sur les réalités de leur peuple, même lorsqu'ils étaient loin de chez eux.

### Nouveau cinéma latino-américain

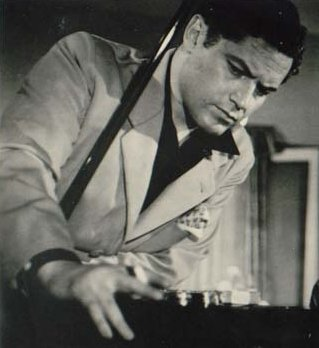
Le cinéaste chilien Lautaro Murúa, ami de Salvador Allende, qui trouvera refuge d'abord en Argentine puis en Espagne pour fuir les dictatures sud-américaines.

La Mostra internazionale del Nuovo Cinema di Pesaro, dans les années 1960, en a marqué le début, mais le moment clé a été la Encuentro de Cine Latinoamericano (es), créée en 1967, sous l'impulsion du Chilien Aldo Francia, du Cine Club de Viña del Mar, du Cubain Alfredo Guevara (es), de l'Institut cubain des arts et de l'industrie cinématographiques (ICAIC), et de l'Argentin Edgardo Pallero. C'était la première fois que des personnalités de cinéma de tous les pays d'Amérique latine se réunissaient.
À la fin des années 1960, une génération d'importants cinéastes latino-américains avait émergé, comme les Brésiliens Glauber Rocha et Nelson Pereira dos Santos, les Argentins Fernando Solanas et Leonardo Favio, les Cubains Tomás Gutiérrez Alea et Santiago Álvarez, et les Chiliens Raoul Ruiz, Miguel Littin et Lautaro Murúa. Ce mouvement a été baptisé « Nouveau cinéma latino-américain ».
Les années 1960 ont été marquées par un fort positionnement social de la population, par l'engagement politique et par le reflet de la politique dans les arts, et il en va de même pour le cinéma. Dans le cercle des arts, il est possible de mettre en évidence les voix de la contestation à travers la musique, le théâtre, le cinéma et les arts plastiques. En musique, le Tropicalisme brésilien a abordé les problèmes sociaux dans un contexte latino-américain sur des scènes telles que Arena conta Zumbi (pt), Opinião, Barrela (pt) et Roda Vida (pt), les adversités de la réalité du pays. La poétique du cinéma latino-américain a été redéfinie et les réalisateurs ont dépeint à leur manière les signes d'un pays en crise. La présence du pop et de la Nouvelle Vague française commence à se faire sentir, avec les élans créatifs des jeunes artistes de l'exposition connue sous le nom d'Opinião 65.
Suivant l'esprit de contestation qui a traversé la décennie, les mouvements cinématographiques des années 1960 ont été marqués par leur originalité, mettant l'accent sur la création de styles propres, dans le cas de l'Amérique latine.
Le Nouveau cinéma latino-américain se distingue nettement du cinéma « national » des années 1930-1960 en ce qu'il est beaucoup plus orienté vers le « cinéma indépendant » et relativement éloigné des mécanismes commerciaux liés aux systèmes de « divertissement ».

#### Caractéristiques

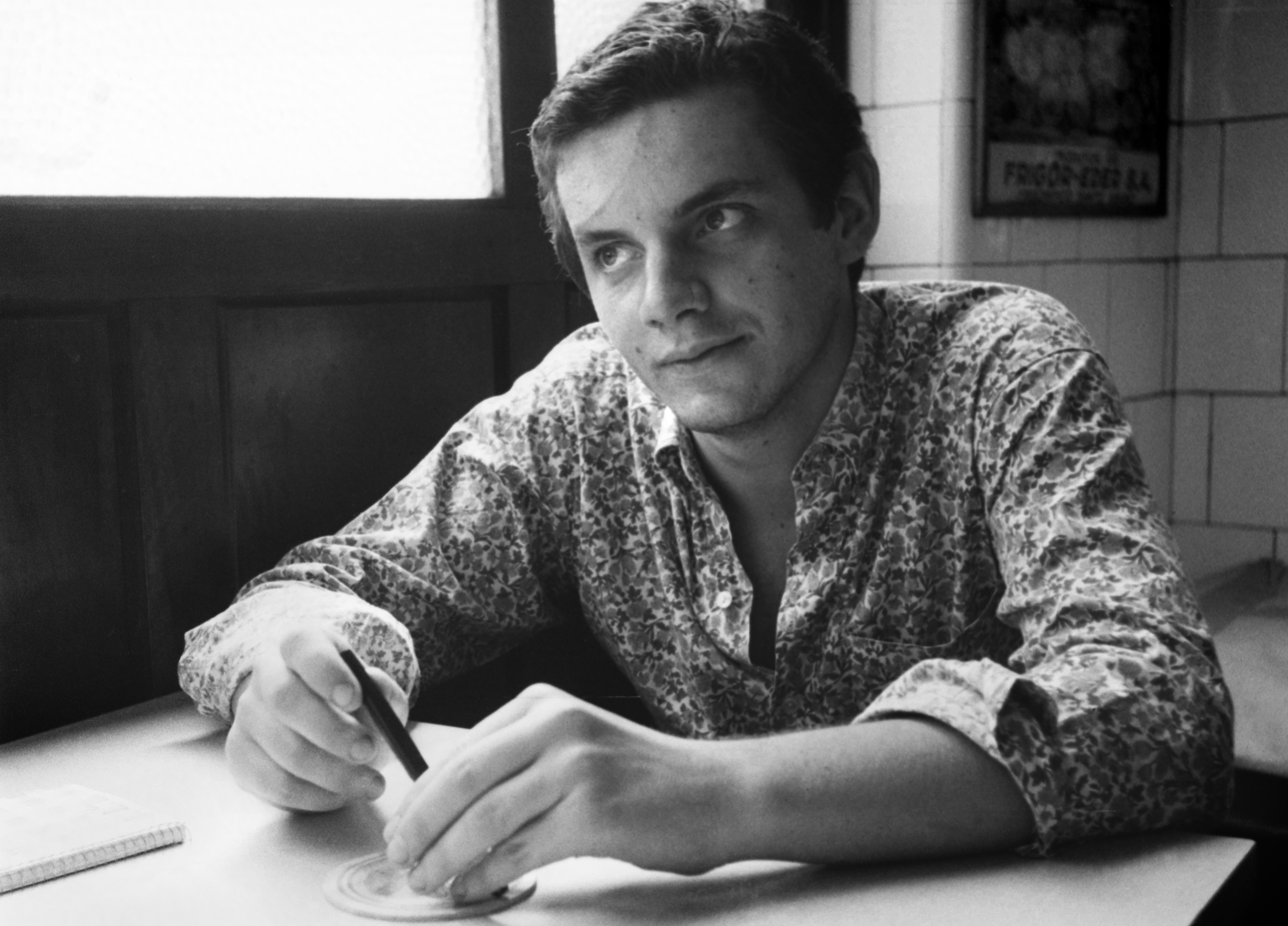
Le cinéaste Rogério Sganzerla, réalisateur dO Bandido da Luz Vermelha (1968).

Le Cinema Novo s'intéressait aux mondes ruraux et périphériques des villes, avec une conscience politique du peuple. L'une de ses caractéristiques les plus fortes est le « cinéma d'auteur » après 1968, qui a changé de langage et de thèmes, en se concentrant sur les expériences révolutionnaires des mouvements artistiques. L'art latino-américain a été influencé par les changements politiques, économiques et culturels qui ont marqué le XXe siècle. Des mouvements politiques et sociaux tels que la révolution cubaine, Mai 68, la guerre du Viêt Nam et les processus d'indépendance dans les pays d'Afrique et d'Asie ont contribué à orienter les cinéastes de cette génération vers une plus grande préoccupation sociale et la manière de l'aborder dans le cinéma. Le cinéma latino-américain a été influencé par divers domaines culturels, les arts étant tous interconnectés, et il a donc reflété les mouvements littéraires et artistiques visuels du XXe siècle. Au cours du XXe siècle, une tendance s'est fait jour pour privilégier les thèmes régionaux par rapport à la pensée cosmopolite en quête de modernité. Ce mouvement a cherché à valoriser la liberté individuelle, en abordant les questions et les aspects de chaque région, de chaque pays et de chaque peuple. Le Mouvement anthropophage au Brésil en est un exemple. Le cinéma latino-américain des années 1960 et 1970 est empreint d'aspects nationalistes, anti-impérialistes et tiers-mondistes.
Pour le spécialiste Ismail Xavier (pt), Terre en transe (1967) de Glauber Rocha et O Bandido da Luz Vermelha de Rogério Sganzerla sont deux films d'une importance capitale, car ils marquent le passage au style idéologique du « cinéma marginal » au Brésil, grand représentant du cinéma latino-américain à l'époque,.
Le cinéma marginal a été inspiré par A Margem (1967) d'Ozualdo Candeias, une œuvre pionnière réalisée par un cinéaste de São Paulo. Un film ironique qui a posé les jalons de ce que l'on allait appeler le « cinéma marginal ». Le nouveau cinéma latino-américain se caractérise également par la mise en avant des couches marginales de la société. Il s'accompagne d'un regard critique sur la société, dans le sillage des mouvements culturels de la première moitié du XXe siècle en Amérique latine. Le cas du cinéma bolivien résume l'objectif commun du cinéma de la région. Dans leurs films, les traditions des peuples indigènes sont valorisées comme un moyen de contrer le pouvoir de domination du système capitaliste sur leur culture.
Les caractéristiques du nouveau cinéma latino-américain sont les suivantes :
« (...) o uso do recurso de 'sobre a voz' e a manipulação de imagens arquivísticas para estabelecer um efeito de contra-informação, a intensificação da ruptura da linearidade narrativa e discursiva, a multiplicação e sobreposição dos pontos de vista, a cessão do instância da enunciação de personagens pertencentes ao mundo real, a mistura de ficção e documentários e o uso de recursos metafóricos e alegóricos. »
— Silvana Flores

« (...) l'utilisation de la voix hors champ et la manipulation d'images d'archives pour établir un effet de contre-information, l'intensification de la rupture de la linéarité narrative et discursive, la multiplication et le chevauchement des points de vue, la cession de l'instance d'énonciation de personnages appartenant au monde réel, le mélange de fictions et de documentaires et l'utilisation de ressources métaphoriques et allégoriques. »
Le nouveau cinéma latino-américain a émergé avec des caractéristiques nationalistes afin de changer le scénario historique des hégémonies culturelles, d'abord avec l'Europe et ensuite avec les États-Unis.
L'espace de réflexion politique construit par le cinéma latino-américain dans les années 1960 a été perturbé par les processus répressifs auxquels l'Amérique latine a été confrontée au cours de la seconde moitié du XXe siècle. Les dictatures civiles et militaires ont interrompu les progrès du mouvement cinématographique latino-américain, de nombreux cinéastes s'exilant, d'autres étant assassinés ou disparaissant.

### Régimes dictatoriaux et cinéma latino-américain
Dans les années 1960 et 1970, la plupart des pays d'Amérique latine ont subi des dictatures qui ont pratiquement paralysé la production cinématographique et contraint des centaines d'artistes à l'exil. Le cas le plus extrême est celui du Chili qui, pendant la longue dictature de Pinochet (1973-1989), n'a eu pratiquement aucune production digne d'intérêt, alors que les cinéastes chiliens en exil ont produit 178 films.

#### Cinéastes en exil

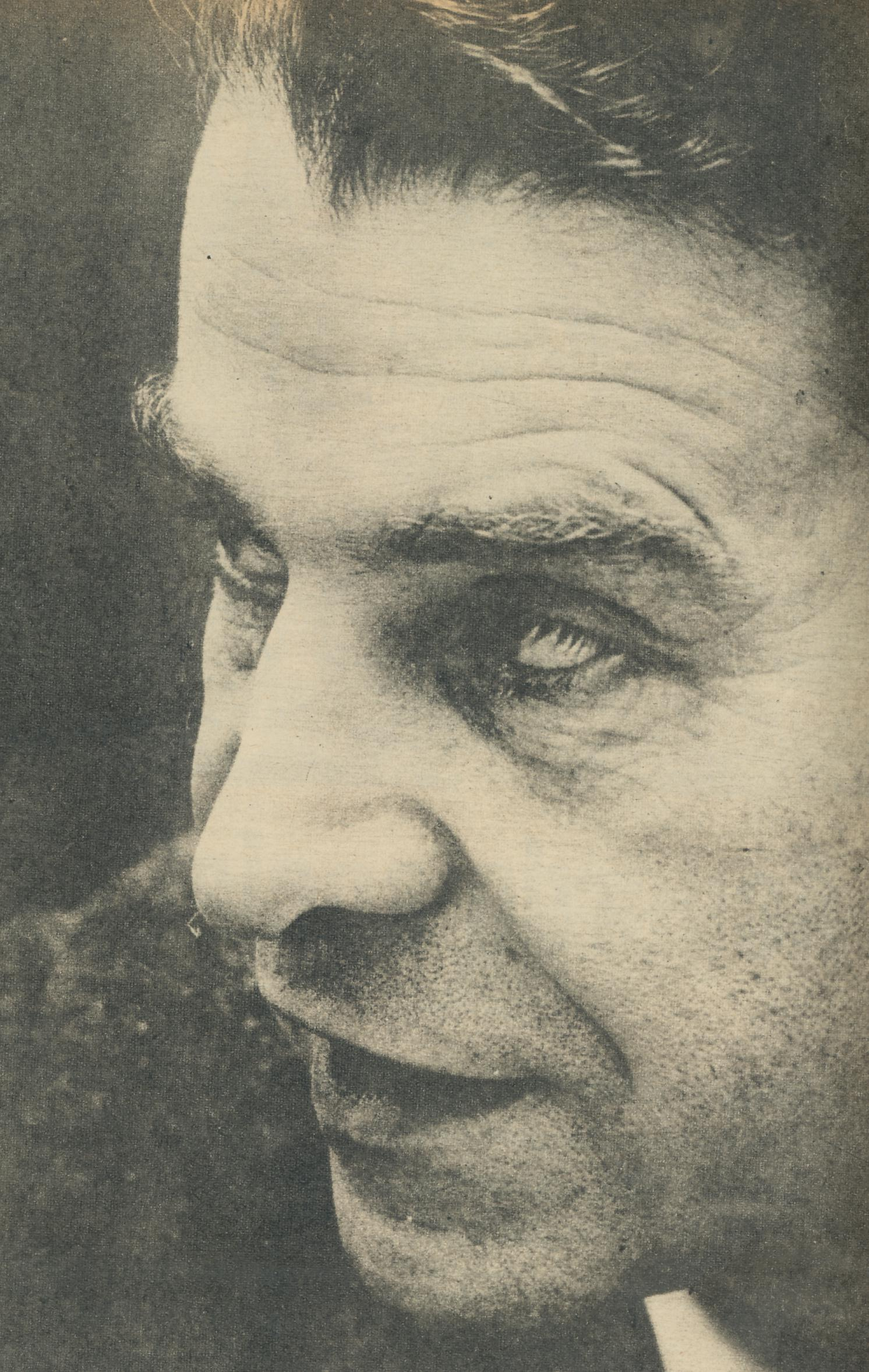
L'acteur Julio Troxler, assassiné par l'Alliance anticommuniste argentine, dite « Triple A ».

La politique latino-américaine des années 1960 a été marquée par de forts régimes de répression qui se reflétaient dans tous les secteurs de la société. L'industrie cinématographique ne déroge pas à la règle : les films à contenu politique sont diffusés dans des circuits clandestins, de sorte qu'ils ne passent pas par les voies de la censure. De nombreux cinéastes ont été persécutés, et les plus chanceux ont été exilés : l'Argentin Fernando Solanas a été exilé après que l'acteur principal, Julio Troxler, de son film Les Fils de Fierro (1972-1975), a été assassiné par la Triple A en 1974. D'autres cinéastes argentins ont été persécutés, comme Jorge Cedrón (es) et Raymundo Gleyzer (es), tous deux assassinés entre 1976 et 1980.

#### Censure
La censure étant une caractéristique commune des régimes répressifs qui ont existé et existent encore, les médias ont été les premiers à souffrir des coupes au montage et des interdictions pures et simples. Les journaux, les magazines, les chaînes de télévision et le cinéma ont été touchés. La dictature militaire au Brésil (1964-1985) est un exemple de la manière dont ces organisations répressives ont agi.
Au début de la dictature civile et militaire brésilienne, la censure était axée sur la moralité. Les coupes dans les productions visaient les scènes contenant des jurons, les costumes jugés osés, entre autres questions relevant du facteur moralisateur. Pour les films approuvés par la censure, il existait un label de bonne qualité, qui permettait au film d'être commercialisé à l'échelle internationale et de participer à des festivals. La commercialisation à l'étranger était la principale source de revenus des producteurs.
Après 1967, la résistance populaire au régime s'étant accrue, de nouvelles questions liées à la politique ont été intégrées, et la militarisation de la censure s'est intensifiée après la série de décrets AI-5. C'est à ce moment-là que la militarisation de la censure a eu lieu, puisque les militaires faisant partie des canaux de censure. Le terme « subversif » était l'un des termes couramment utilisés dans les processus de censure. Toute position présentant des éléments contraires à la dictature était considérée comme une menace pour la sécurité nationale. La période précédant le décret AI-5 a été marquée par des changements dans la manière d'utiliser la censure, en préparation de ce qui allait suivre.
L'AI-5 a marqué le début de la période de censure préalable de tous les médias, avec une orientation politico-idéologique, et la professionnalisation de la censure a commencé. La création de postes publics et même de cours de spécialisation pour les agents de la dictature.
La censure a perdu sa forme directe la plus agressive avec l'ouverture du pays en 1978, mais n'a vraiment pris fin qu'avec la constitution de 1988, qui ne concernait à nouveau que la classification indicative des productions audiovisuelles.

#### Dictature et propagande
Les gouvernements dictatoriaux ont également investi dans la culture à leur manière. Dans le cas du Brésil, l'Embrafilme (pt) a été inauguré en 1969, une société chargée d'investir dans des productions cinématographiques conformes aux exigences de la censure. À cette époque, un certain nombre de productions ont également servi de propagande au gouvernement dictatorial en place. Embrafilme a pris fin sous l'administration Collor, après une période de déclin et a été remplacée par l'Agência Nacional do Cinema (pt) (ANCINE), qui a été inaugurée en 2001.

#### Filmographie de la période dictatoriale
- Os fuzis, Ruy Guerra, 1963
- Vidas secas, Nelson Pereira dos Santos, 1963
- O desafio, Paulo César Saraceni, 1965
- A derrota, Mario Fiorani, 1966
- Terra em transe, Glauber Rocha, 1967
- O caso dos irmãos, Naves Luis Sérgio Person e Jean-Claude Bernadet, 1967
- A vida provisória, Maurício Gomes Leite, 1968
- Jardim de guerra, Neville D’Almeida, 1968
- Manhã cinzenta, Olney São Paulo, 1969
- O bravo guerreiro, Gustavo Dahl, 1969
- Os herdeiros, Carlos Diegues, 1969
- Os inconfidentes, Joaquim Pedro de Andrade, 1972
- Lúcio Flávio, passageiro da agonia, Hector Babenco, 1977
- O torturador, Antonio Calmon, 1981
- Eles não usam black-tie, Leon Hirszman, 1981
- Pra frente, Brasil, Roberto Farias, 1982
- O bom burguês, Oswaldo Caldeira, 1983
- A freira e a tortura, Ozualdo Candeias, 1984
- Jango, Silvio Tendler, 1984
- Nunca fomos tão felizes, Murillo Salles, 1984
- Cabra marcado para morrer, Eduardo Coutinho, 1984
- Os anos passaram, Peter Overbeck, 1967-1968
- Cabra cega, Toni Venturi, 2005
- Macunaíma, Joaquim Pedro, de Andrade, 1969
- Bandido da Luz Vermelha, Rogério Sganzerla, 1968
- La hora de los hornos, Fernando Solanas e Octavio Getino, 1968
- Missing, Konstatinos Costa-Gavras, 1982
- No habrá más penas ni olvido, Osvaldo Soriano, 1983
- La historia oficial, Luis Puenzo, 1985
- La noche de los lápices, Héctor Olivera, 1986
- Ukamau (Así es), Jorge Sanjinés, 1966
- Valparaíso, mi amor, Aldo Francia, 1969
- A batalha do Chile: a insurreição da burguesia (Parte 1), Patricio Guzmán, 1975
- A batalha do Chile: o golpe militar (Parte 2), Patricio Guzmán, 1977
- A batalha do Chile: poder popular (Parte 3), Patrício Guzmán, 1979[16]

### Renouveau post-dictature du cinéma latino-américain
Le renouveau du cinéma latino-américain est la période au cours de laquelle les pays du cône sud ont progressivement repris l'ancien rythme de production cinématographique d'avant les périodes de répression. À partir de la seconde moitié des années 1990, le nombre de productions augmente et un nouveau genre émerge, les films mettant en scène des dictatures, comme Quatre Jours en septembre (Bruno Barreto, 1997), qui est même nommé pour l'Oscar du meilleur film étranger en 1998.
Dans les années 2000, le cinéma national latino-américain gagne en popularité et prend de l'ampleur. Les principaux pays producteurs de films sont le Brésil et l'Argentine, l'Argentine ayant un pourcentage plus élevé de spectateurs nationaux, mais cette situation est en train de changer au Brésil. Selon les données d'Ancine, le public qui a regardé des films nationaux en 2017 a doublé par rapport à 2012, passant d'environ 15 000 à 30 000 spectateurs.
L'Argentine, le Brésil et le Mexique sont en tête de la production cinématographique, avec une quantité considérable de films provenant de Cuba, de Colombie, du Chili, de Bolivie, du Pérou et du Venezuela.
En 2008, le festival du film latino-américain Ternium a été lancé dans la ville mexicaine de Monterrey. Il s'agit d'une vitrine permettant de découvrir le meilleur de la nouvelle production cinématographique des pays d'Amérique latine.

## Panorama pays par pays

Les langues dominantes en Amérique latine : en vert l'espagnol, en orange le portugais et en bleu le français.

Le cinéma latino-américain est produit dans le cadre d'une dépendance économique et culturelle qui, en tant que problème pour l'industrie, entravera son émergence et sa production nationale. « Plus clairement que dans n'importe quel autre cinéma, le développement de l'industrie et de l'art cinématographiques est parallèle au développement capitaliste.
Le marché cinématographique latino n'a pas été très performant parce que la majeure partie de sa production a dépendu de la capacité économique de chaque pays et de la taille de son marché intérieur. Depuis l'apparition du cinéma sonore en 1930 jusqu'en 1996, 89 % de la production cinématographique totale était concentrée dans trois pays seulement : l'Argentine, le Brésil et le Mexique.
Jusqu'au milieu du XXe siècle, le cinéma mexicain et argentin était très présent en Amérique latine, avec des représentants tels que Cantinflas et Libertad Lamarque. Mais à partir des années 1960, la présence internationale du cinéma mexicain et argentin a décliné.
Au cours de cette décennie, la notion de « cinéma latino-américain » est apparue comme une manifestation artistique connexe, non pas tant en raison de la langue (car le Brésil lusophone joue un rôle très important) qu'en raison de thèmes et de propositions esthétiques connexes, ainsi que de la perspective de construire un marché du film latino-américain, composé de spectateurs ayant besoin de se voir eux-mêmes. Bien que ces trois pays aient été les plus grands producteurs du cinéma latino-américain, d'autres pays ont également laissé leur marque sur l'industrie.
Cinéma hispanophone
- Cinéma argentin
- Cinéma bolivien
- Cinéma chilien
- Cinéma colombien
- Cinéma costaricien
- Cinéma cubain
- Cinéma dominicain
- Cinéma équatorien
- Cinéma guatémaltèque
- Cinéma hondurien
- Cinéma mexicain
- Cinéma nicaraguayen
- Cinéma panaméen
- Cinéma paraguayen
- Cinéma péruvien
- Cinéma portoricain
- Cinéma salvadorien
- Cinéma uruguayen
- Cinéma vénézuélien

Cinéma lusophone
- Cinéma brésilien

Cinéma francophone
- Cinéma haïtien
- Liste de films tournés en Guadeloupe
- Liste de films tournés en Guyane
- Liste de films tournés en Martinique

### Argentine

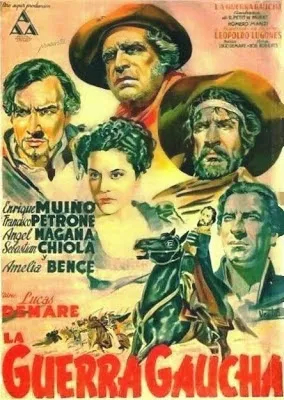
La Guerre des gauchos (1942) de Lucas Demare, un grand classique du cinéma argentin.

Favorisé par le déclenchement de la Première Guerre mondiale en Europe, le pays a connu un « âge d'or » du cinéma muet et a été le premier à produire des films en espagnol, avec plus de 100 longs métrages réalisés entre 1915 et 1924, soit autant qu'au Mexique et en Espagne. Au cours des trois premières décennies du XXe siècle, plus de 200 longs métrages muets ont été produits dans le pays, en plus d'un grand nombre de documentaires, de films d'actualité et d'œuvres de fiction plus brèves. À Buenos Aires, le cinéma a connu la prospérité à ses débuts et s'est maintenu dans les années 1930 en grande partie parce qu'il représentait les gens du pays avec spontanéité et fraîcheur. Avec l'arrivée du cinéma sonore, qui avait porté un coup fatal à la plupart des films latino-américains, l'industrie argentine naissante devint, avec plus de trente studios et près de quatre mille techniciens et acteurs, le plus important centre de production en langue hispanique (50 films en 1939).
Les effets de la Seconde Guerre mondiale ont rapidement paralysé l'activité de ses studios de cinéma : À partir de 1943, en réponse à la neutralité de l'Argentine dans la guerre, les États-Unis ont imposé un boycott sur les ventes de pellicules à ce pays, ce qui a permis au cinéma mexicain de supplanter l'Argentine en tant que leader du marché espagnol. Au fil du temps, l'industrie cinématographique argentine s'est développée pour devenir l'une des plus importantes d'Amérique latine. Le pays a remporté deux Oscars du meilleur film en langue étrangère, le premier étant L'Histoire officielle en 1986 et Dans ses yeux en 2010.

### Bolivie
Elle commence au début de la deuxième décennie du XXe siècle. Les films de Jorge Sanjinés (Ukamau, 1966, La Nation clandestine, 1989), qui appartenait au groupe Ukamau, allaient devenir l'une des références du cinéma bolivien.

### Brésil

Le cinéaste brésilien Glauber Rocha.

Au Brésil, le cinéma a débuté de manière très dispersée en 1900, avec divers centres de production non seulement à Rio de Janeiro, mais aussi à Recife, São Paulo et Belo Horizonte. Le cinéma brésilien a connu une émergence intéressante entre 1925 et 1935 avec la création du premier ciné-club et de la revue Cine arte dirigée et financée par Pedro Lima. Avec l'arrivée du cinéma sonore, c'est la dégringolade, dix films par an et 90 % de la programmation anglo-américaine. En 1942, un seul film est produit.
Dans les années 1960, le mouvement Cinema Novo a créé une manière particulière de faire des films avec des scénarios critiques et intellectuels, une photographie plus claire liée à la lumière de l'extérieur dans un paysage tropical, et un message politique. Le film La Parole donnée (1962) d'Anselmo Duarte a remporté la Palme d'or au festival de Cannes 1962,, devenant le premier (et à ce jour le seul) film brésilien à réaliser cet exploit. Un an plus tard, il est également devenu le premier film brésilien et sud-américain nommé pour l'Oscar du meilleur film en langue étrangère. Le réalisateur Glauber Rocha était la figure de proue du mouvement du Cinema Novo brésilien, célèbre pour sa trilogie de films politiques : Le Dieu noir et le Diable blond (1967), Terre en transe (1967) et Antonio das Mortes (1969), pour lequel il a remporté le prix de la mise en scène du Festival de Cannes.
L'industrie cinématographique brésilienne moderne est devenue plus rentable à l'intérieur du pays, et certaines de ses productions ont reçu des prix et une reconnaissance en Europe et aux États-Unis. La comédie A Dog's Will (2000) est considérée comme un classique du cinéma brésilien et a été un succès public au pays. Des films comme Central do Brasil (1998), La Cité de Dieu (2002) et Troupe d'élite (2007) ont des adeptes dans le monde entier et leurs réalisateurs, Walter Salles, Fernando Meirelles et José Padilha, ont ensuite participé à des projets cinématographiques américains et européens. Central do Brasil est nommé pour deux Oscars en 1999 : meilleur film en langue étrangère et meilleure actrice pour Fernanda Montenegro, qui est devenue la première (et à ce jour la seule) Brésilienne, la première (et à ce jour la seule) lusophone et la première Latino-Américaine à être nomée pour le prix de la meilleure actrice. En 2003, La Cité de Dieu est nommé pour 4 Oscars : Meilleur réalisateur, Meilleur scénario adapté, Meilleure cinématographie et Meilleur montage. Il est également nommé pour le Golden Globe du meilleur film en langue étrangère. Troupe d'élite remporte l'Ours d'or de la Berlinale 2008.

### Chili
Il a connu sa période la plus fertile en 1942 avec l'encouragement de l'État à produire des films pour le Chili et l'Amérique latine, sur le modèle des studios hollywoodiens. On estime qu'en 1938, il y avait environ 250 salles de cinéma dans tout le pays. Après une production sonore sporadique, avec la faillite de la société nationale Chilefilms (es), elle a pratiquement disparu jusqu'à la fin des années 1960. Avec la pénétration de la télévision et la crise économique des années 1970, l'activité cinématographique au Chili a commencé à décliner. À la fin des années 1970, le pays ne comptait plus que 50 salles de cinéma. Actuellement, la production cinématographique du Chili est en plein essor, avec plusieurs récompenses internationales, dont le dernier Oscar pour le film Une femme fantastique.

### Colombie
Ses films muets ont duré de 1922 à 1928 et ne comportaient pas plus de 12 longs métrages, influencés par les compagnies théâtrales espagnoles au goût quelque peu douteux, selon l'historien Georges Sadoul. Sous la présidence d'Alfonso López Pumarejo (1934-1936), une loi a été adoptée pour protéger le cinéma national, bien qu'il ait dû l'abroger immédiatement sous la pression de l'ambassadeur des États-Unis de l'époque. Quatre habitants par an allaient au cinéma en 1957, et le nombre de salles a triplé au cours des années 1950. Dans les années 1960 et 1970, Carlos Mayolo, Luis Ospina et Andrés Caicedo dirigent un mouvement alternatif qui aura une influence durable, en fondant le Grupo de Cali, qu'ils appellent Caliwood, et en produisant certains films en tant qu'acteurs principaux du « Nouveau cinéma latino-américain », dont ¡Oiga Vea!, Agarrando pueblo (es) (Ospina) et Carne de tu carne (Mayolo), produits dans les années 1980 et qui appartiennent à une esthétique différente.

### Cuba

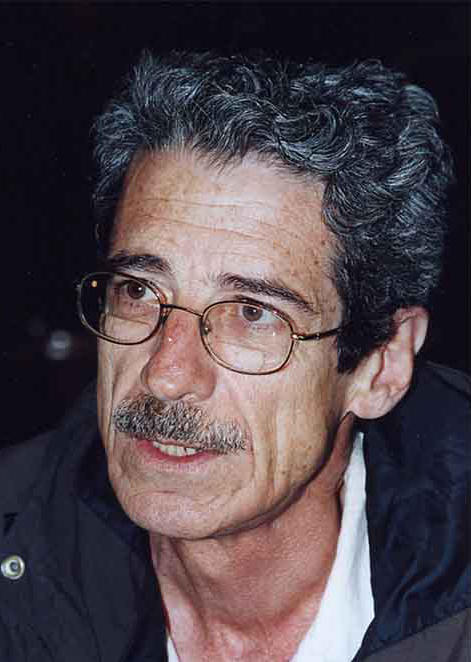
Le réalisateur cubain Fernando Pérez Valdés.

Jusque dans les années 1920, le cinéma cubain était orienté vers la production de films à contenu social, bien que les mélodrames sentimentaux et les comédies de negritos et de gallegos constituaient une part importante de l'industrie. Le premier film sonore, La serpiente roja, réalisé par Ernesto Caparrós, n'a été tourné qu'en 1937.
Le cinéma cubain a bénéficié d'un important soutien officiel depuis la révolution cubaine en 1959. L'Institut cubain des arts et de l'industrie cinématographiques a été la première institution culturelle de la révolution cubaine. Bien que le cinéma soit plutôt aligné avec l'idéologie gouvernementale (Fidel Castro déclarant à propos du cinéma en juin 1961 après l'invasion armée américaine de la baie des Cochons : « Tout avec la Révolution, contre la Révolution, rien. »), des films comme La Mort d'un bureaucrate (1966) ou Les Survivants (1979) de Tomás Gutiérrez Alea remettent en question certains aspects de la réalité du pays. La Mort d'un bureaucrate était même conçu comme une critique de la machinerie bureaucratique socialiste - une critique du système faite de l'intérieur du système, écrit Antxon Salvador Castiella. Il est, néanmoins, recommandé de lever une équivoque : « le contenu du film n'est nullement dicté par des directives officielles ». Le film aura pourtant fait rire les bureaucrates eux-mêmes. Gutiérrez Alea reconnaît le fait et confesse : « [...] je suis certain que la plupart des vrais bureaucrates ne se sentiront pas visés par le film. Au mieux, ils y découvriront le portrait du voisin, pas le leur bien sûr. [...] Un bureaucrate de ma connaissance s'est esclaffé durant toute la projection du film et m'a félicité [...]. Peut-être jouait-il la comédie, [...] puis je me suis dit qu'il avait ri des gags du film mais jamais avec le film, jamais avec moi. »
Il existe des différences notables entre le cinéma cubain réalisé avant 1990, principalement avec un budget de l'ICAIC, et le cinéma réalisé après la chute de l'URSS. Avant la révolution cubaine, La Havane possédait 135 salles de cinéma dont la plupart ont été fermées : il n’en reste plus en 2008 qu’une vingtaine dans cette ville de 2,2 millions d’habitants. Depuis 1990, les formes de production de films et de vidéos à Cuba se sont diversifiées, principalement en raison de l'arrivée des technologies numériques. Le Festival international du nouveau cinéma latino-américain de La Havane est, depuis sa création en 1979, l'un des plus importants festivals de cinéma latino-américain.

### Équateur
Bien que son premier film parlant Se conocieron en Guayaquil (es) (Alberto Santana (es), 1950) soit un grand succès commercial et qu'un ou deux films soient produits durant ces premières années, le cinéma souffrira d'une aridité douloureuse et durable.

### Mexique

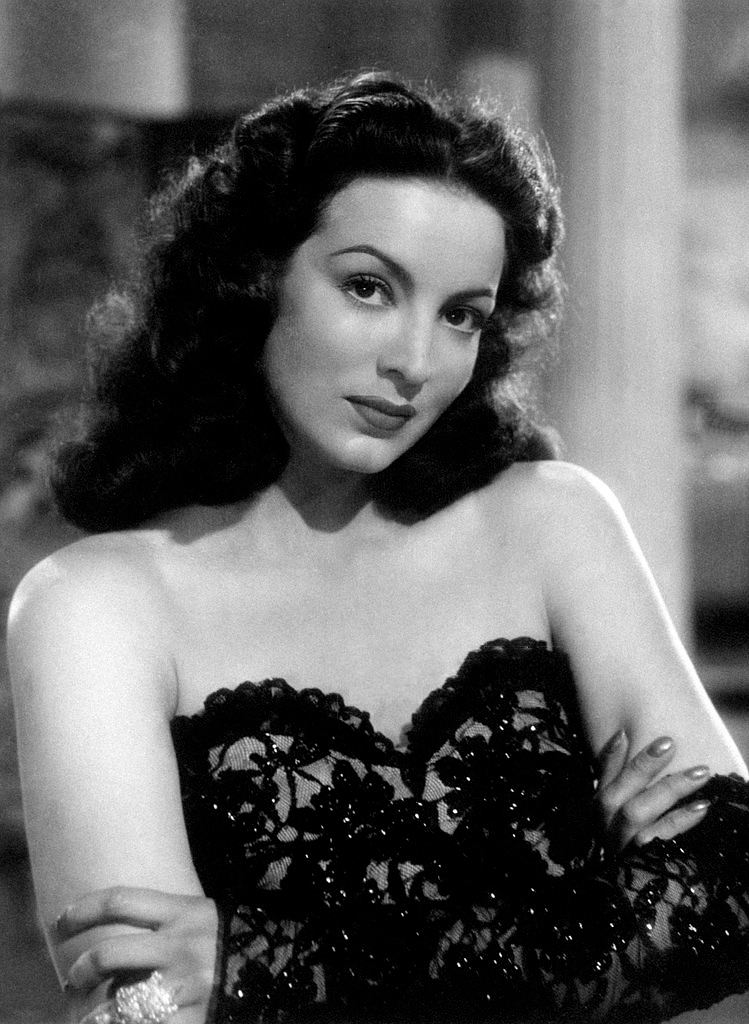
L'actrice mexicaine María Félix en 1947.

Après une période prospère de films muets, la production cinématographique mexicaine est tombée à zéro après 1925, victime de la voracité d'Hollywood. La période 1936-1957 est l'âge d'or du cinéma mexicain. Le président pro-mexicain Lázaro Cárdenas ouvre son cinéma aux autres marchés hispanophones. María Félix, Mario Moreno, dit « Cantinflas » aussi populaire que Charlie Chaplin, et le public lui-même qui lui accorde ses faveurs, permettent son expansion vers d'autres frontières. La production cinématographique mexicaine, qui en 1940 était de 27 films pour 900 salles et 66 millions de spectateurs, est passée à 121 films en 1950 avec 2 500 salles et un total de 162 millions d'entrées.
Au Mexique, des films tels que Les Épices de la passion (1992), Cronos (1993), Amours chiennes (2000), Y tu mamá también (2001), Le Labyrinthe de Pan (2006) et Babel (2006) ont réussi à créer des histoires universelles sur des sujets contemporains et ont été reconnus internationalement, notamment lors du festival de Cannes. En 2018, Roma, un film dramatique réalisé par le cinéaste mexicain Alfonso Cuarón, a réussi à se positionner comme l'un des projets les plus importants du cinéma mexicain du XXIe siècle.

### Paraguay
Le cinéma est arrivé au Paraguay en 1900, mais après de nombreux courts métrages, le premier long métrage national a été réalisé en 1978, avec Cerro Corá (es). La nouvelle ère de production continue a commencé avec María Escobar (es) (2002), de Galia Giménez, et ses principales références sont des titres tels que Hamaca Paraguaya (2006) de Paz Encina, lauréat du prix FIPRESCI du Festival de Cannes ; Cuchillo de palo (es) (2010) de Renate Costa, Libertad (2012) de Gus Delgado, ainsi que 7 Boxes (2012) de Juan Carlos Maneglia et Tana Schémbori, le film le plus rentable de l'histoire, qui a dépassé le record de Titanic (1997), avec plus de 360 000 spectateurs ; Luna de cigarras (es) (2014) de Jorge Díaz de Bedoya, et Latas vacías (es) (2014) de Hérib Godoy (es). Plusieurs de ces films sont réalisés dans la deuxième langue officielle du pays, le guarani. Le Festival international du film Arte & Cultura - Paraguay, créé et dirigé par Hugo Gamarra, se tient depuis 1990 ; la Société culturelle organise également le Concours national de courts métrages à Coronel Oviedo depuis 2005. Bien qu'il n'y ait pas d'institut national du cinéma, ni de loi sur le cinéma, plusieurs syndicats travaillent, comme l'Organisation des professionnels paraguayens de l'audiovisuel (Oprap), qui organise le Congrès national de l'audiovisuel Tesape depuis 2012. En 2015, il y avait 11 complexes cinématographiques commerciaux dans 5 villes du Paraguay, avec un total de 41 écrans, dont 34 à Asunción.

### Pérou
En 1954, le Pérou comptait 243 salles de cinéma pour 9 millions d'habitants. C'est peut-être le pays d'Amérique où la culture indigène a survécu (pour ne pas dire continué ou même augmenté) le plus directement dans la vie quotidienne et dans l'art populaire, donnant lieu dans les années 1960 à l'émergence d'un cinéma qui tenterait de raviver la culture inca, à commencer par les œuvres indigénistes de Manuel Chambi López (es).

### Porto Rico
À partir des années 1950, une importante école de cinéma documentaire apparaît sous la forme du cinéaste new-yorkais Willard van Dyke, bien qu'une grande partie de sa production commerciale soit consacrée aux Portoricains des États-Unis.

### Uruguay
Avec une population de 3 600 000 habitants, les films uruguayens disposent d'un large public et l'Uruguay peut se permettre une production régulière. Le Festival Internacional de Cine de Punta del Este (es) à Maldonado se veut l'une des meilleures vitrines du cinéma documentaire et expérimental né en Amérique latine dans la seconde moitié du XXe siècle. Des films censurés voire interdits par leurs voisins argentins, brésiliens ou chiliens y sont projetés. Actuellement, le cinéma uruguayen « jouit d'une très bonne santé » et a réussi à trouver dans le genre de l'épouvante une production qui se distingue. Des réalisateurs tels que Federico Álvarez, Gustavo Hernández et Ricardo Islas sont reconnus à l'intérieur et à l'extérieur des frontières de ce pays.

### Venezuela

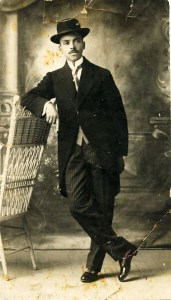
, l'un des cinéastes pionniers du cinéma vénézuélien (ici dans les années 1910).

Les premières prises de vues vénézuéliennes datent de janvier 1897 et sont projetées publiquement à Maracaibo. Elles ont été attribuées à Manuel Trujillo Durán (es), alors que ce dernier était en voyage en Colombie pour s'y procurer un Vitascope. A partir de là, une succession de pionniers ont réalisé des films muets : La dama de las cayenas (1916, Enrique Zimmermann), Don Leandro el inefable (1918, Lucas Manzano), La Trepadora (1924, Edgar Anzola et Jacobo Capriles). Entre-temps, la distribution et l'exploitation de films sont établies et consolidées en tant qu'activité d'importation liée à des capitaux étrangers européens et américains. Cela signifie que la production vénézuélienne de films de fiction était épisodique et que l'industrie cinématographique était basée sur la production de films d'actualité, de documentaires et de publicités. Le premier studio cinématographique industriel a été les Laboratorios Nacionales (1927-1935). Les premiers films sonorisés sont La Venus de nácar (1932, Efraín Gómez), La danza de los esqueletos (1934, Herbert Weisz), Taboga (1938, Rafael Rivero) et El rompimiento (1939, Antonio Delgado Gómez). Le second studio industriel important est Estudios Ávila (1938-1942), indirectement lié à l'État et dirigé par l'écrivain et futur président du Venezuela Rómulo Gallegos. Estudios Ávila a produit Juan de la calle (1941, Rafael Rivero). Après sa fermeture, Bolívar Films (es) — créée fin 1939 et enregistrée légalement en 1943 — fondée et dirigée par Luis Guillermo Villegas Blanco, est devenue la société de production la plus prospère et la plus durable, produisant des documentaires pour des commissions gouvernementales, des actualités hebdomadaires et de la publicité pour les théâtres.

## Festivals et prix
Le prix latino-américain le plus important est le prix Platino. Au Mexique, le prix Ariel est le plus prestigieux.
- Amérique centrale : Festival Ícaro (es), Festival Internacional de Cine Suchitoto, Festival Internacional de Cine de Panamá (es)
- Argentine : Premios Cóndor de Plata, Premio Sur, Festival Internacional de Cine de Mar del Plata, Buenos Aires Festival Internacional de Cine Independiente, Festival de Cine de UNCIPAR de Villa Gesell, Buenos Aires Rojo Sangre (es), FESAALP - Festival de cine latinoamericano de La Plata, FECILBBA - Festival de Cine Latinoamericano de Bahía Blanca, Festival Internacional de Animación de Córdoba, Festival Internacional de Cine Corto de Tapiales (es), Festival Internacional de Cine de Puerto  Madryn), El ojo de Iberoamérica (es)
- Bolivie : Festival Internacional de Cine FENAVID Santa Cruz de la Sierra, Festival Iberoamericano de Cine de Santa Cruz, Festival Internacional de Cine de Los Derechos Humanos, Sucre[43]
- Brésil : Festival international du film de Rio de Janeiro, Festival du film de Gramado, Festival international du film de São Paulo
- Chili : Festival Internacional de Cine de Valdivia (es), Festival Internacional de Archivo Fílmico de Valparaíso (es), Santiago Festival Internacional de Cine (es) ,Festival Internacional de Cine de Viña del Mar (es), Festival Internacional de Cine de Lebu (es).
- Colombie : Festival Internacional de Cine de Cartagena de Indias, Festival de Cine Independiente de Bogotá - INDIEBO, Festival de Cine de Bogotá, Festival de Cine de Santa Fe de Antioquia, Festival de Cine Cinexcusa de Neiva, Festival Internacional de cine de Barranquilla (FICBAQ)
- Cuba : Festival Internacional del Nuevo Cine Latinoamericano de La Habana
- Équateur : Festival de Cine de Cuenca (es), Festival Internacional de Cine de Guayaquil
- Espagne : Festival du film latino-américain de Lleida
- France : Festival du cinéma latino-americain de Toulouse (es)
- Mexique : Premio Ariel, Festival Internacional de Cine de la UNAM, Festival international du film de Guadalajara, Festival Internacional de Cine de Morelia, Festival Internacional de Cine de Guanajuato, Festival Ternium de Cine Latinoamericano de Monterrey
- Pays-Bas : Festival de Cine Latinoamericano de Utrecht (es)
- Panama : Festival Internacional de Cine de Panamá (es)
- Perou : Festival de Cine de Lima
- République dominicaine : Festival de Cine Global Dominicano
- Uruguay : Festival Internacional de Cine de Montevideo
- Venezuela : Festival del Cine Venezolano, Festival de Cine Latinoamericano y Caribeño de Margarita